# تألم

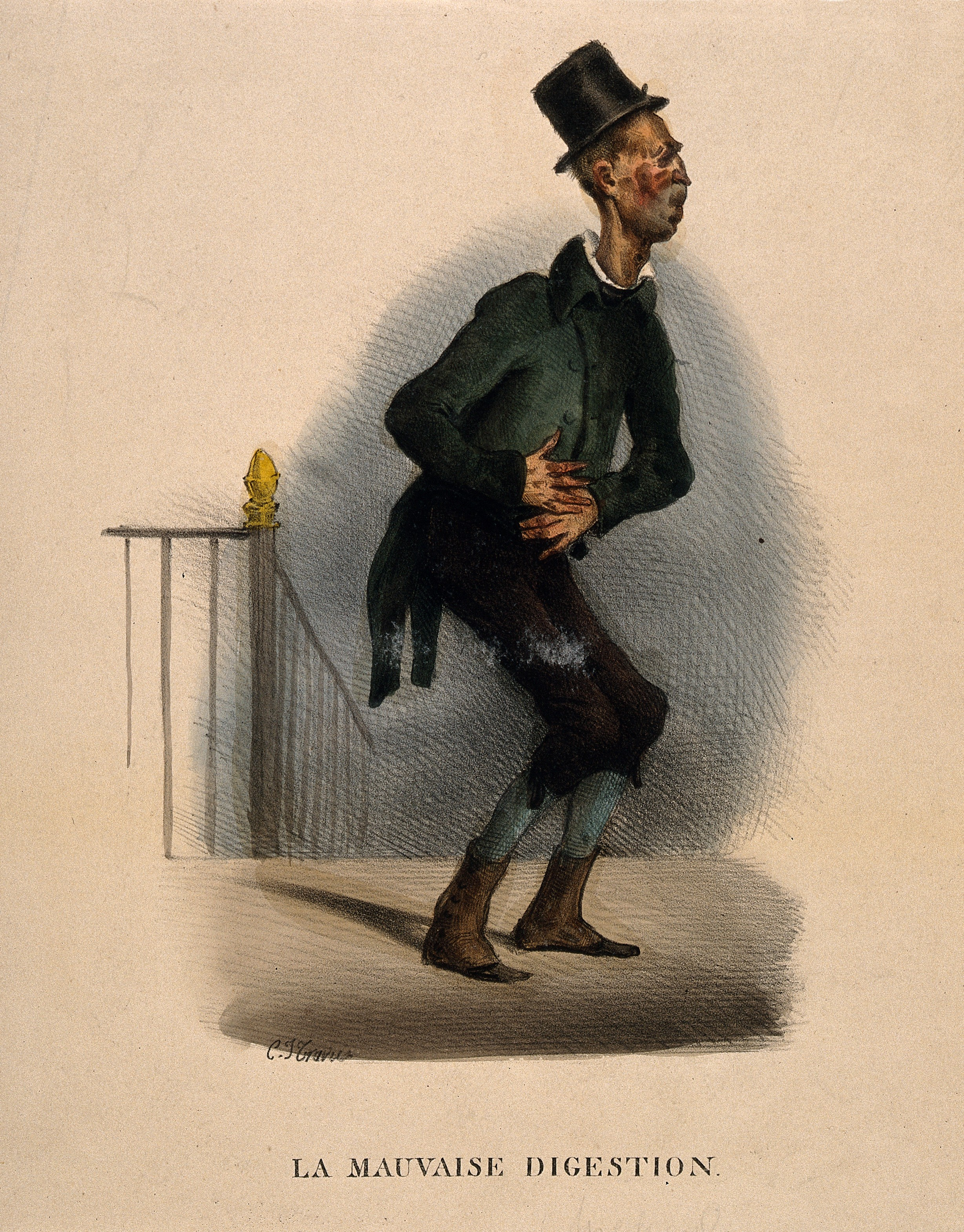

تألم أو حس الألم أو تحسس بالألم (بالإنجليزية: Algesia)‏ هي الحساسية للألم، ويُستخدم في بعض الأحيان مُصطلح فرط التألم للإشارة إلى الحساسية القُصوى للألم. تُستخدم مُسكنات الآلام لتخفيف الشُعور بالألم.